# Microsoft Edge
Microsoft Edge là một trình duyệt web đa nền tảng sở hữu độc quyền được tạo bởi Microsoft. Nó được phát hành lần đầu tiên vào năm 2015 như là một phần của Windows 10 và Xbox One và sau đó được port sang các nền tảng khác như một nhánh con của Dự án mã nguồn mở Chromium của Google: Android và IOS, macOS, các phiên bản Windows cũ hơn (Windows 7 trở đi), và gần đây nhất là Linux. Nó được tạo ra để thay thế Internet Explorer (IE).
Edge ban đầu được xây dựng với engine trình duyệt độc quyền của chính Microsoft, EdgeHTML, và engine JavaScript Chakra của họ. Vào cuối năm 2018, có thông báo rằng Edge sẽ được xây dựng lại hoàn toàn dưới dạng dựa trên Chromium trình duyệt với các engine Blink và V8. Edge mới được phát hành công khai vào tháng 1 năm 2020, và trên nền tảng Xbox vào năm 2021. Kể từ đó, Microsoft đã chấm dứt hỗ trợ bảo mật cho trình duyệt gốc (hiện được gọi là Microsoft Edge Legacy), và trong Windows 11, nó là trình duyệt web mặc định (để tương thích với Google Chrome).
Vào tháng 5 năm 2022, theo StatCounter, Microsoft Edge đã trở thành trình duyệt phổ biến thứ hai trên thế giới, vượt qua Safari của Apple (ở một số quốc gia, chẳng hạn như Hoa Kỳ, Edge là trình duyệt phổ biến thứ 3 trên thế giới), nơi mà nó  có thị phần 14%, kém hơn một chút so với 16% thị phần của Safari). Tính đến  tháng 9 năm 2022, Edge được 11% PC trên toàn thế giới sử dụng.

## Tính năng

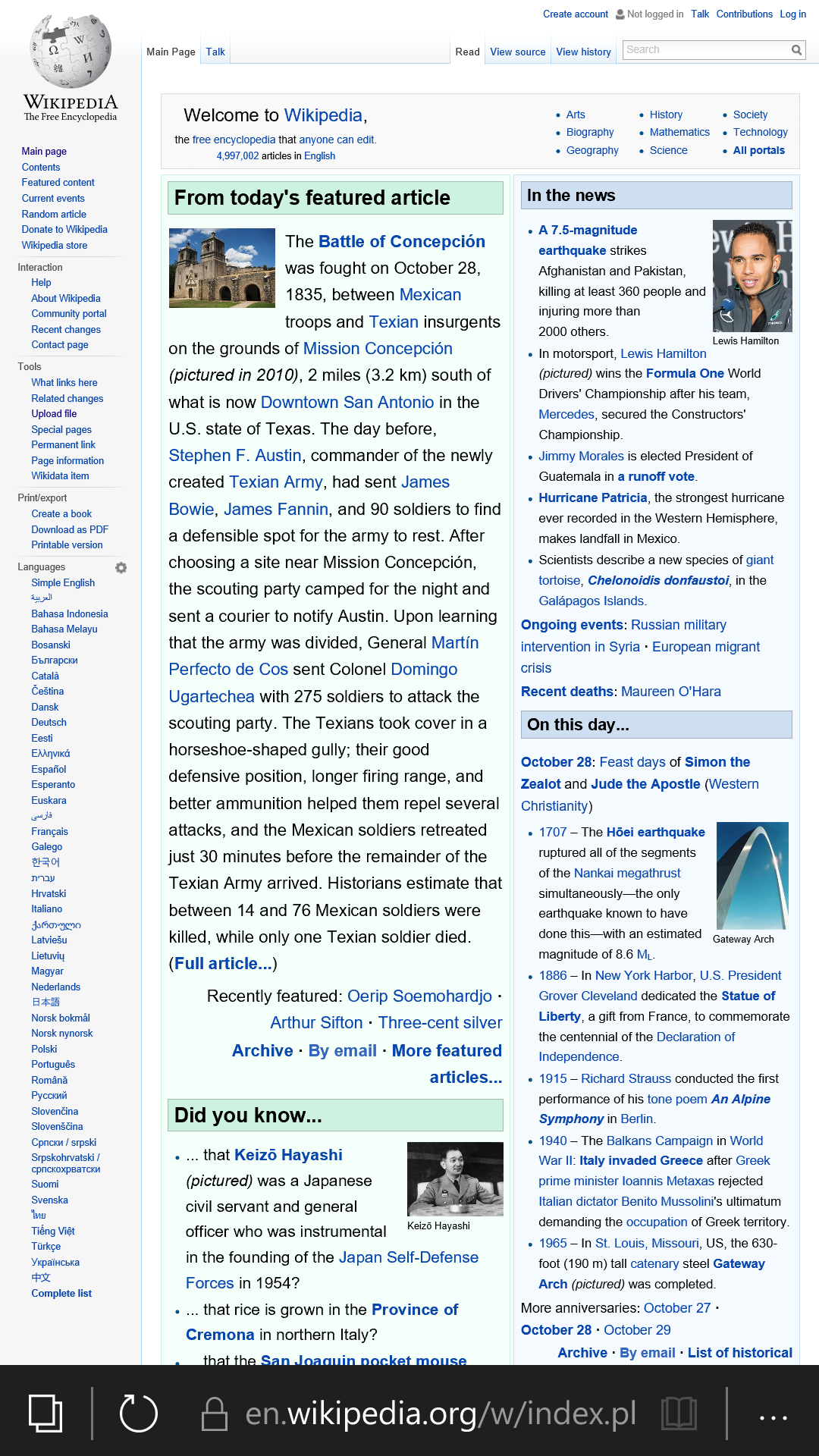
Giao diện máy tính để bàn cho Microsoft Edge trên Windows 10 Mobile

Chế độ Internet Explorer ở Microsoft Edge

Microsoft Edge là trình duyệt web mặc định trên Windows 10, Windows 10 Mobile, Windows 11, Xbox One, và Xbox Series X và Series S, thay thế Internet Explorer 11 và Internet Explorer Mobile. Vì sự phát triển và phát hành của nó phụ thuộc vào mô hình Windows dưới dạng dịch vụ, nó không được bao gồm trong các bản dựng Windows 10 Enterprise Long-Term Servicing Channel (LTSC).
Microsoft ban đầu thông báo rằng Edge sẽ hỗ trợ engine trình duyệt MSHTML (Trident) kế thừa để tương thích ngược, nhưng sau đó nói rằng, do 'phản hồi mạnh mẽ', Edge sẽ sử dụng một engine mới, trong khi Internet Explorer sẽ tiếp tục sử dụng engine này. Bộ công cụ dành cho nhà phát triển của các phiên bản dựa trên EdgeHTML có tùy chọn mô phỏng hành vi kết xuất ("chế độ tài liệu") của Internet Explorer phiên bản 5 đến 11.
Yêu thích, danh sách đọc, lịch sử duyệt web và tải xuống được xem tại Hub, một thanh bên cung cấp chức năng tương tự như Trình quản lý tải xuống và Trung tâm yêu thích của Internet Explorer.
Edge có trình đọc PDF được tích hợp, và hỗ trợ WebAssembly. Cho đến tháng 1 năm 2021, Edge cũng có Adobe Flash Player tích hợp (với danh sách trắng nội bộ cho phép các ứng dụng Flash trên các trang web Facebook tự động tải, bỏ qua tất cả các biện pháp kiểm soát bảo mật khác yêu cầu người dùng kích hoạt).
Edge không hỗ trợ các công nghệ cũ như ActiveX và Browser Helper Object, thay vào đó nó sử dụng một hệ thống tiện ích mở rộng.
Internet Explorer 11 vẫn có sẵn cùng với Edge trên Windows 10 để tương thích; nó vẫn giống với phiên bản Windows 8.1 và không sử dụng công cụ Edge như đã được công bố trước đó. Ở Windows 11, Edge trở thành trình duyệt duy nhất có sẵn từ Microsoft. Tuy nhiên, nó bao gồm một “chế độ Internet Explorer”, nhằm khắc phục các sự cố tương thích.
Edge tích hợp với các nền tảng trực tuyến của Microsoft để cung cấp điều khiển bằng giọng nói, chức năng tìm kiếm và thông tin động liên quan đến tìm kiếm trong thanh địa chỉ. Người dùng có thể tạo chú thích cho trang web có thể lưu trữ và chia sẻ với OneDrive, và có thể lưu các trang HTML và MHTML vào máy tính của họ. Nó cũng tích hợp tính năng "Danh sách đọc" và cung cấp "Chế độ đọc sách" loại bỏ định dạng không cần thiết khỏi các trang để cải thiện mức độ dễ đọc của nó. Edge cũng có một tính năng mới gọi là tab dọc cho phép người dùng di chuyển các tab ở bên trái màn hình.
Hỗ trợ sơ bộ cho tiện ích mở rộng trình duyệt đã được thêm vào tháng 3 năm 2016, với bản dựng 14291, ba tiện ích mở rộng ban đầu được hỗ trợ. Microsoft chỉ ra rằng sự chậm trễ trong việc cho phép các tiện ích mở rộng và số lượng nhỏ là do những lo ngại về bảo mật. Tính đến tháng 12 năm 2022, có hơn 9.000 tiện ích mở rộng có sẵn cho Edge.

### Chuẩn HTML5
Edge ban đầu thiếu hỗ trợ cho các tiêu chuẩn phương tiện mở như WebM và Opus, nhưng những thứ này sau đó đã được thêm vào Edge 14.14291.
Tính đến  tháng 8 năm 2020, Edge 84 đã ghi được 496/555 điểm trên HTML5test.

### Chiến lược phát hành
Nhịp độ phát hành của Microsoft Edge Legacy được gắn với chu kỳ phát hành Windows 10 và sử dụng Chương trình nội bộ Windows để xem trước các phiên bản mới của trình duyệt. Các bản dựng trước khi phát hành này được gọi là "Bản xem trước Edge". Mỗi bản phát hành chính của Windows đều bao gồm một phiên bản cập nhật của Edge và công cụ kết xuất của nó.
Vào ngày 8 tháng 4 năm 2019, Microsoft đã công bố giới thiệu bốn kênh xem trước: Canary, Dev, Beta, và Ổn định và đã ra mắt các kênh Canary và Dev cùng ngày với các bản dựng xem trước đầu tiên cho các kênh đó của Edge mới. Microsoft gọi chung các kênh Canary, Dev và Beta là "Kênh nội bộ của Microsoft Edge". Do đó, các bản cập nhật Edge đã bị tách rời khỏi các phiên bản Windows mới. Các phiên bản chính của Edge phiên bản ổn định hiện được lên lịch phát hành 4 tuần một lần, theo sát các bản phát hành phiên bản Chromium.

### Surf(trò chơi điện tử)
Vào tháng 5 năm 2020, một bản cập nhật cho Microsoft Edge đã thêm vào Surf, một trò chơi điện tử trong đó người chơi điều khiển một vận động viên lướt sóng cố gắng tránh chướng ngại vật và thu thập sức mạnh. Tương tự với Dinosaur Game của Google Chrome, Surf có thể truy cập được từ trang lỗi ngoại tuyến của trình duyệt và cũng có thể được truy cập bằng cách nhập edge://surf vào thanh địa chỉ. Trò chơi có ba chế độ chơi (cổ điển, tính thời gian và slalom), có tùy chỉnh nhân vật và hỗ trợ điều khiển bàn phím, chuột, cảm ứng và gamepad. Cách chơi của nó đã được so sánh với trò chơi điện tử năm 1991 SkiFree của Microsoft.
Năm 2021, Surf đã được cập nhật với chủ đề theo mùa trong thời gian giới hạn giống như SkiFree. Thay vì lướt sóng, người chơi trượt xuống một ngọn núi khi bị rượt đuổi bởi một yeti.

## Phát triển
Vào tháng 12 năm 2014, viết cho tạp chí ZDNet, nhà báo công nghệ Mary Jo Foley báo cáo rằng Microsoft đang phát triển một trình duyệt web mới với tên mã là "Spartan" cho Windows 10. Cô khẳng định rằng "Spartan" sẽ như một sản phẩm mới tách biệt khỏi Internet Explorer, với Internet Explorer 11 được giữ lại do một số lý do tương thích.
Vào đầu tháng 1 năm 2015, The Verge có thêm nhiều chi tiết nữa về "Spartan" từ những nguồn tin thân cận với Microsoft, bao gồm các báo cáo rằng nó sẽ thay thế Internet Explorer trên cả hai phiên bản máy tính và di động của Windows 10. Microsoft chính thức tiết lộ về "Spartan" trong một bài phát biểu về Windows 10 vào 21 tháng 1 năm 2015. "Spartan" sẽ là một sản phẩm riêng biệt với Internet Explorer, và sẽ mang một cái tên mới; mặc dù tên chính thức của nó không được tiết lộ, có thể cái tên "Microsoft" sẽ có trong tên của nó.
"Spartan" được ra mắt rộng rãi lần đầu tiên là trình duyệt mặc định của Windows 10 Technical Preview build 10049, phát hành 30 tháng 3 năm 2015. Những công nghệ của "Spartan" trước đó đã có mặt trên các phiên bản Windows 10 trước như các phần của Internet Explorer 11, và cũng được sử dụng bởi trình duyệt trên phiên bản cuối của 10; Microsoft đã thông báo rằng Internet Explorer sẽ không dùng các công nghệ từ "Spartan", và nó sẽ bị khai tử trên Windows 10.
Vào 29 tháng 4 năm 2015, trong bài phát biểu ở Hội nghị Build, Microsoft thông báo rằng "Spartan" sẽ chính thức có tên là Microsoft Edge. Logo và nhàn hiệu của trình duyệt được thiết kế để tiếp nối với nhãn hiệu Internet Explorer, do đó người dung sẽ có thể thấy rằng Edge là một trình duyệt web dựa vào biểu tượng tương tự đó.
Vào 8 tháng 4 năm 2019, Microsoft ra mắt Microsoft Edge mới dựa trên Chromium và Blink dưới Kênh người dùng nội bộ Microsoft Edge (Microsoft Edge Insider Channel) và vẫn đang trong giai đoạn thử nghiệm. Người dùng có thể tải về nhưng chưa thay thế được Edge phiên bản cũ mà tách ra thành ứng dụng riêng biệt. Hiện nay phiên bản này hỗ trợ Windows 10 32-bit và 64-bit, macOS. Phiên bản này có 3 kênh thử nghiệm: Beta, Dev và Canary. Khi được ra mắt chính thức, sẽ có thêm kênh Stable làm kênh chính thức.

### Lịch sử phát hành
| Legend: | Phiên bản cũ | Phiên bản cũ, vẫn được hỗ trợ | Phiên bản hiện tại | Phiên bản xem trước mới nhất | Ra mắt trong tương lai |

| Phiên bản   | Phiên bản EdgeHTML | Ngày phát hành |
| ----------- | ------------------ | --- |
| 0.10.10049  | 12.10049           | Desktop: ngày 30 tháng 3 năm 2015 |
| 0.11.10051  | 12.10051           | Mobile: ngày 10 tháng 4 năm 2015 |
| 0.11.10052  | 12.10052           | Mobile: ngày 21 tháng 4 năm 2015 |
| 0.11.10061  | 12.10061           | Desktop: ngày 22 tháng 4 năm 2015 |
| 0.11.10074  | 12.10074           | Desktop: ngày 29 tháng 4 năm 2015 Server: ngày 4 tháng 5 năm 2015                                                                     |
| 0.11.10080  | 12.10080           | Mobile: ngày 14 tháng 5 năm 2015 |
| 13.10122    | 12.10122           | Desktop: ngày 20 tháng 5 năm 2015 |
| 15.10130    | 12.10130           | Desktop: ngày 29 tháng 5 năm 2015 |
| 16.10136    | 12.10136           | Mobile: ngày 16 tháng 6 năm 2015 |
| 19.10149    | 12.10149           | Mobile: ngày 25 tháng 6 năm 2015 |
| 20.10158    | 12.10158           | Desktop: ngày 29 tháng 6 năm 2015 |
| 20.10159    | 12.10159           | Desktop: ngày 30 tháng 6 năm 2015 |
| 20.10162    | 12.10162           | Desktop: ngày 2 tháng 7 năm 2015 |
| 20.10166    | 12.10166           | Desktop: ngày 9 tháng 7 năm 2015 Mobile: ngày 10 tháng 7 năm 2015                                                                     |
| 20.10240    | 12.10240           | Desktop: ngày 15 tháng 7 năm 2015 |
| 20.10525    | 12.10525           | Desktop: ngày 18 tháng 8 năm 2015 |
| 20.10532    | 12.10532           | Desktop: ngày 27 tháng 8 năm 2015 |
| 20.10536    | 12.10536           | Mobile: ngày 15 tháng 9 năm 2015 |
| 21.10547    | 13.10547           | Desktop: ngày 18 tháng 9 năm 2015 |
| 21.10549    | 13.10549           | Mobile: ngày 14 tháng 10 năm 2015 |
| 23.10565    | 13.10565           | Desktop: ngày 12 tháng 10 năm 2015 |
| 25.10572    | 13.10572           | Mobile: ngày 20 tháng 10 năm 2015 |
| 25.10576    | 13.10576           | Desktop: ngày 29 tháng 10 năm 2015 |
| 25.10581    | 13.10581           | Mobile: ngày 29 tháng 10 năm 2015 |
| 25.10586    | 13.10586           | Desktop: ngày 5 tháng 11 năm 2015 Xbox: ngày 12 tháng 11 năm 2015 Mobile: ngày 18 tháng 11 năm 2015 Server: ngày 19 tháng 11 năm 2015 |
| 25.11082    | 13.11082           | Desktop: ngày 16 tháng 12 năm 2015 |
| 27.11099    | 13.11099           | Desktop: ngày 13 tháng 1 năm 2016 |
| 28.11102    | 13.11102           | Desktop: ngày 21 tháng 1 năm 2016 |
| 28.14251    | 13.14251           | Desktop: ngày 27 tháng 1 năm 2016 |
| 28.14257    | 13.14257           | Desktop: ngày 3 tháng 2 năm 2016 |
| 31.14267    | 14.14267           | Desktop: ngày 18 tháng 2 năm 2016 Mobile: ngày 19 tháng 2 năm 2016                                                                    |
| 31.14271    | 14.14271           | Desktop: ngày 24 tháng 2 năm 2016 |
| 31.14279    | 14.14279           | Desktop: ngày 4 tháng 3 năm 2016 |
| 31.14283    | 14.14283           | Mobile: ngày 10 tháng 3 năm 2016 |
| 34.14291    | 14.14291           | Desktop: ngày 17 tháng 3 năm 2016 Mobile: ngày 17 tháng 3 năm 2016                                                                    |
| 34.14295    | 14.14295           | Desktop: ngày 25 tháng 3 năm 2016 Mobile: ngày 25 tháng 3 năm 2016                                                                    |
| 34.14300    | 14.14300           | Server: ngày 27 tháng 4 năm 2016 |
| 37.14316    | 14.14316           | Desktop: ngày 6 tháng 4 năm 2016 |
| 37.14322    | 14.14322           | Mobile: ngày 14 tháng 4 năm 2016 |
| 37.14327    | 14.14327           | Mobile: ngày 20 tháng 4 năm 2016 |
| 37.14328    | 14.14328           | Desktop: ngày 22 tháng 4 năm 2016 Mobile: ngày 22 tháng 4 năm 2016                                                                    |
| 37.14332    | 14.14332           | Desktop: ngày 26 tháng 4 năm 2016 Mobile: ngày 26 tháng 4 năm 2016                                                                    |
| 38.14342    | 14.14342           | Desktop: ngày 10 tháng 5 năm 2016 |
| 38.14352    | 14.14352           | Desktop: ngày 31 tháng 5 năm 2016 |
| 38.14393    | 14.14393           | Desktop: ngày 2 tháng 8 năm 2016 Mobile: ngày 16 tháng 8 năm 2016                                                                     |
| 39.14901    | 14.14901           | Desktop: ngày 11 tháng 8 năm 2016 |
| 39.14905    | 14.14905           | Desktop: ngày 17 tháng 8 năm 2016 Mobile: ngày 17 tháng 8 năm 2016                                                                    |
| 39.14915    | 14.14915           | Desktop: ngày 31 tháng 8 năm 2016 Mobile: ngày 31 tháng 8 năm 2016                                                                    |
| 39.14926    | 14.14926           | Desktop: ngày 14 tháng 9 năm 2016 Mobile: ngày 14 tháng 9 năm 2016                                                                    |
| 39.14931    | 14.14931           | Desktop: ngày 21 tháng 9 năm 2016 |
| 39.14936    | 14.14936           | Desktop: ngày 28 tháng 9 năm 2016 Mobile: ngày 28 tháng 9 năm 2016                                                                    |
| 39.14942    | 15.14942           | Desktop: ngày 7 tháng 10 năm 2016 |
| 39.14946    | 15.14946           | Desktop: ngày 13 tháng 10 năm 2016 Mobile: ngày 13 tháng 10 năm 2016                                                                  |
| 39.14951    | 15.14951           | Desktop: ngày 19 tháng 10 năm 2016 Mobile: ngày 19 tháng 10 năm 2016                                                                  |
| 39.14955    | 15.14955           | Desktop: ngày 25 tháng 10 năm 2016 Mobile: ngày 25 tháng 10 năm 2016                                                                  |
| 39.14959    | 15.14959           | Desktop: ngày 3 tháng 11 năm 2016 Mobile: ngày 3 tháng 11 năm 2016                                                                    |
| 39.14965    | 15.14965           | Desktop: ngày 9 tháng 11 năm 2016 Mobile: ngày 9 tháng 11 năm 2016                                                                    |
| 39.14971    | 15.14971           | Desktop: ngày 17 tháng 11 năm 2016 |
| 39.14977    | 15.14977           | Mobile: ngày 1 tháng 12 năm 2016 |
| 39.14986    | 15.14986           | Desktop: ngày 14 tháng 12 năm 2016 |
| 40.15063    | 15.15063           | Desktop: ngày 11 tháng 4 năm 2017 |
| 41.16299.15 | 16.16299           | Desktop: ngày 26 tháng 9 năm 2017 |
| 42.17134    | 17.17134           | Desktop: ngày 30 tháng 4 năm 2018 |
| 44.17763    | 18.17763           | Desktop: ngày 13 tháng 11 năm 2018 |

## Hiệu năng
Điểm chuẩn (benchmarks) ban đầu của công cụ EdgeHTML được bao gồm trong phiên bản beta đầu tiên của Edge trong Windows 10 Build 10049—có hiệu suất JavaScript tốt hơn nhiều so với Trident 7 trong Internet Explorer 11, ó hiệu suất tương tự như Google Chrome 41 và Mozilla Firefox 37. Trong điểm chuẩn SunSpider, Edge hoạt động nhanh hơn các trình duyệt khác, trong khi ở các điểm chuẩn khác, nó hoạt động chậm hơn Google Chrome, Mozilla Firefox và Opera.
Các điểm chuẩn sau này được thực hiện với phiên bản được bao gồm trong bản 10122 cho thấy sự cải thiện hiệu suất đáng kể so với cả IE11 và Edge trở lại trong bản 10049. Theo kết quả điểm chuẩn của Microsoft, lần lặp này của Edge hoạt động tốt hơn cả Chrome và Firefox trong điểm chuẩn Jetane 2.0 của Google.
Vào tháng 7 năm 2015, Edge đã ghi được 377 trên tổng số 555 điểm trên HTML5test. Chrome 44 và Firefox 42 lần lượt đạt 479 và 434, trong khi Internet Explorer 11 đạt được 312 điểm.
Vào tháng 8 năm 2015, Microsoft đã phát hành Windows 10 Build 10532 cho insider, bao gồm Edge 21.10532.0. Phiên bản beta này đã ghi được 445 trên tổng số 555 điểm trên HTML5test.
Với việc phát hành Windows 10 Build 14390 cho insider vào tháng 7 năm 2016, điểm số HTML5test của phiên bản phát triển của Edge là 460 trên tổng số 555 điểm. Chrome 51 đạt 497 điểm, Firefox 47 đạt 456 và Safari 9.1 đạt 370 điểm.

### Hiệu suất năng lượng
Vào tháng 6 năm 2016, Microsoft công bố kết quả điểm chuẩn để chứng minh hiệu quả năng lượng của Edge vượt trội hơn so với tất cả các trình duyệt web lớn khác. Opera đặt câu hỏi về tính chính xác và cung cấp kết quả kiểm tra của riêng họ. Tại bài kiểm tra của Opera, Opera đứng đầu. Kiểm tra độc lập của PC World đồng ý với kết quả của Microsoft. Tuy nhiên, kiểm tra do Linus Sebastian thực hiện mâu thuẫn với kết quả của Microsoft, thay vào đó cho thấy Chrome có hiệu suất pin tốt nhất.

## Tiếp nhận
Trong bài đánh giá tháng 8 năm 2015 về Windows 10 của Dan Grabham của TechRadar, Microsoft Edge được khen ngợi về hiệu năng, mặc dù không ở trạng thái đầy đủ tính năng khi ra mắt. Andrew Cunningham của Ars Technica ca ngợi trình duyệt "rất hứa hẹn", và "một trình duyệt tốt hơn nhiều so với Internet Explorer từng có", nhưng chỉ trích nó vì thiếu chức năng khi khởi chạy. Thom Holwerda của OSNews chỉ trích Edge vào tháng 8 năm 2015 về việc ẩn thanh URL, thiếu thân thiện với người dùng, thiết kế kém và hệ thống tab "hoàn toàn bị phá vỡ và nó không nên được thêm vào trong một bản phát hành cuối cùng". Anh mô tả các tính năng được triển khai của trình duyệt là "mấy trò đùa vũ trụ" và nói rằng "tức giận đến nỗi không biết mô tả như thế nào".
Theo Data từ tháng 8 năm 2015, một vài tuần sau khi phát hành, cho thấy mức độ hấp thụ của Edge thấp, chỉ có 2% tổng số người dùng máy tính sử dụng trình duyệt mới. Trong số người dùng Windows 10, mức sử dụng đạt đỉnh 20% và sau đó giảm xuống 14% đến tháng 8 năm 2015.
Vào tháng 10 năm 2015, một nhà nghiên cứu bảo mật đã xuất bản một báo cáo phác thảo một lỗi trong chế độ "Riêng tư" của Edge, khiến dữ liệu liên quan đến các trang web được truy cập vẫn còn được lưu bộ đệm trong thư mục hồ sơ người dùng, về mặt lý thuyết làm cho người khác có thể xác định các trang web đã truy cập từ cửa sổ ẩn danh của Edge. Lỗi này đã thu hút sự chú ý lớn của công chúng vào đầu tháng 2 năm 2016, và được sửa với bản cập nhật tích lũy vào ngày 9 tháng 2.

### Thị phần
| Thống kê trình duyệt máy tính để bàn/máy tính xách tay                              | Thống kê trình duyệt máy tính để bàn/máy tính xách tay | Thống kê trình duyệt máy tính để bàn/máy tính xách tay | Thống kê trình duyệt máy tính để bàn/máy tính xách tay | Thống kê trình duyệt máy tính để bàn/máy tính xách tay |
| ----------------------------------------------------------------------------------- | ------------------------------------------------------ | ------------------------------------------------------ | ------------------------------------------------------ | ------------------------------------------------------ |
|                                                                                     |                                                        |                                                        |                                                        |                                                        |
| Google Chrome                                                                       | Google Chrome                                          |                                                        | 66.39%                                                 | 66.39%                                                 |
| Microsoft Edge                                                                      | Microsoft Edge                                         |                                                        | 11.09%                                                 | 11.09%                                                 |
| Safari                                                                              | Safari                                                 |                                                        | 9.33%                                                  | 9.33%                                                  |
| Mozilla Firefox                                                                     | Mozilla Firefox                                        |                                                        | 6.87%                                                  | 6.87%                                                  |
| Opera                                                                               | Opera                                                  |                                                        | 3.42%                                                  | 3.42%                                                  |
| 360 Safe                                                                            | 360 Safe                                               |                                                        | 0.92%                                                  | 0.92%                                                  |
| Thị phần trình duyệt web trên máy tính để bàn theo StatCounter cho tháng 1 năm 2023 |                                                        |                                                        |                                                        |                                                        |

Theo StatCounter, vào tháng 8 năm 2019, Edge đã vượt qua thị phần của Internet Explorer (IE) trên PC, chiếm vị trí thứ ba với 9,14% và IE ở vị trí thứ sáu. Phiên bản di động của Edge tồn tại cho Android và iOS, tuy nhiên, chúng có rất ít hoặc không có thị phần. Trên bảng điều khiển của Microsoft, Edge đã thay thế IE trở thành trình duyệt thống trị vài tháng sau khi phát hành vào năm 2015. Thị phần thay đổi theo khu vực. Vào một số ngày trong tuần, Edge chiếm vị trí thứ hai với 10,02% thị phần tại Mỹ trên PC, và Firefox và Edge có thị phần rất giống nhau trên toàn cầu, thay đổi vị trí thứ hai và thứ ba tùy theo ngày. Ví dụ: vào tháng 3 năm 2020, Edge đứng thứ hai với 7,59% thị phần, vượt qua Firefox với 7,19% thị phần.